# Conus cancellatus
Conus cancellatus é uma espécie de gastrópode do gênero Conus, pertencente a família Conidae.

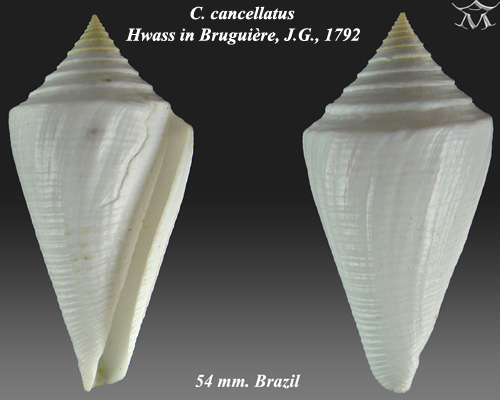